# Calymperes othmeri
Calymperes othmeri är en bladmossart som beskrevs av Theodor Carl Karl Julius Herzog 1924. Calymperes othmeri ingår i släktet Calymperes och familjen Calymperaceae. Inga underarter finns listade i Catalogue of Life.